# Isaías Samakuva
Isaías Henrique Ngola Samakuva (né le 8 juillet 1946 à Kunje, Bié, Angola) est un homme politique angolais et président de l'UNITA, le principal parti d'opposition en Angola entre 2003 et 2019.

## Biographie
Dans sa jeunesse, Isaías Samakuva est éduqué par des missionnaires à Chissamba dans la province de Bié, où il rejoint le mouvement de l'UNITA à l'âge de 28 ans. La guerre civile angolaise débute fin 1975 et Samakuva prend le maquis en février 1976. En 1979, il devient membre du bureau politique. Très tôt il reçoit la confiance de Jonas Savimbi, chef charismatique de l'UNITA, et en 1986 devient directeur du cabinet. Il est également désigné par Jonas Savimbi « Général de brigade » des Forces armées de libération de l’Angola (FALA), la branche militaire des rebelles, aujourd’hui intégrée dans l’armée angolaise. Plus tard, il est envoyé par son chef à Londres en Angleterre comme représentant diplomatique, avant d’être chargé de la gestion des finances du mouvement.
Le 20 novembre 1994 il mène les négociations comme délégué de la rébellion dans la capitale zambienne, s'occupant du processus de paix avec le gouvernement du Président José Eduardo dos Santos. Il est connu comme le Protocole de Lusaka. Après la reprise de la guerre civile cette commission conjointe est dissoute et plusieurs responsables de l'UNITA sont arrêtés.
En 2003, Samakuva est élu à la tête de l'UNITA face à l'aile dure du parti, incarnée par le général « Gato » (en). Samakuva défend des idées libérales.
Aux élections législatives du 5 septembre 2008 en Angola, l'UNITA obtient seulement 10,39 % des voix. Alors qu'elle disposait de 70 députés depuis 1992, elle n'a plus que 16 des 220 sièges de l'Assemblée nationale. Isaías Samakuva est le premier candidat sur la liste de l'UNITA à ces élections. Dans un premier temps, le parti conteste ces résultats en faisant état de graves problèmes lors du processus électoral. Samakuva accepte finalement le résultat des élections. Après concertation, le Comité permanent du parti a confirmé le leadership de Isaías Samakuva. Cela s'est passé le 19 septembre 2008. Le communiqué précise en outre que le parti a la responsabilité de la piètre performance de l'UNITA, en particulier l'abus du Mouvement populaire de libération de l'Angola (MPLA).
Lors des élections générales de 2012, l'UNITA passe de 16 à 32 sièges (sur 220) à l'Assemblée nationale. Samakuva est toutefois battu par le président sortant Jose Eduardo dos Santos (MPLA) à l'élection présidentielle (le président est élu par les députés).
Samakuva mène la liste de l'UNITA aux élections générales de 2017. L'UNITA progresse encore et obtient 51 des 220 sièges mais Samakuva est encore battu à l'élection présidentielle par João Lourenço du MPLA.
En novembre 2019, Samakuva est remplacé à la présidence de l'UNITA par Adalberto Costa Júnior.